# Carl Hahn
Carl Horst Hahn, född 1 juli 1926 i Chemnitz, Sachsen, död 14 januari 2023 i Wolfsburg, Niedersachsen, var en tysk företagsledare. Han var koncernchef för Volkswagen AG 1982–1993.
Hahn började vid Volkswagen 1954 och var 1959–1964 chef för Volkswagens amerikanska försäljningsbolag under en tid när de nådde framgångar med Volkswagen Typ 1 ("Bubblan"). Med ett rykte som en skicklig försäljare arbetade han därefter i Volkswagens koncernledning. 1972 slutade han efter att inte ha dragit jämnt med dåvarande koncernchefen Rudolf Leiding. 1973 blev han istället koncernchef för däckföretaget Continental AG, men 1982 rekryterades han åter till Volkswagen. Under Hahns tid köpte Volkswagenkoncernen spanska Seat (1986) och tjeckoslovakiska Škoda (1992). Efter den tyska återföreningen tog han också initiativet till en ny Volkswagenfabrik i Mosel utanför Zwickau i forna Östtyskland.
Carl Hahns far Carl Hahn (1894–1961) var hög chef på Auto Union.